# Ogre (fiume)
L'Ogre è un fiume della Lettonia. È un tributario del fiume Daugava.